# سیاست منبع آب

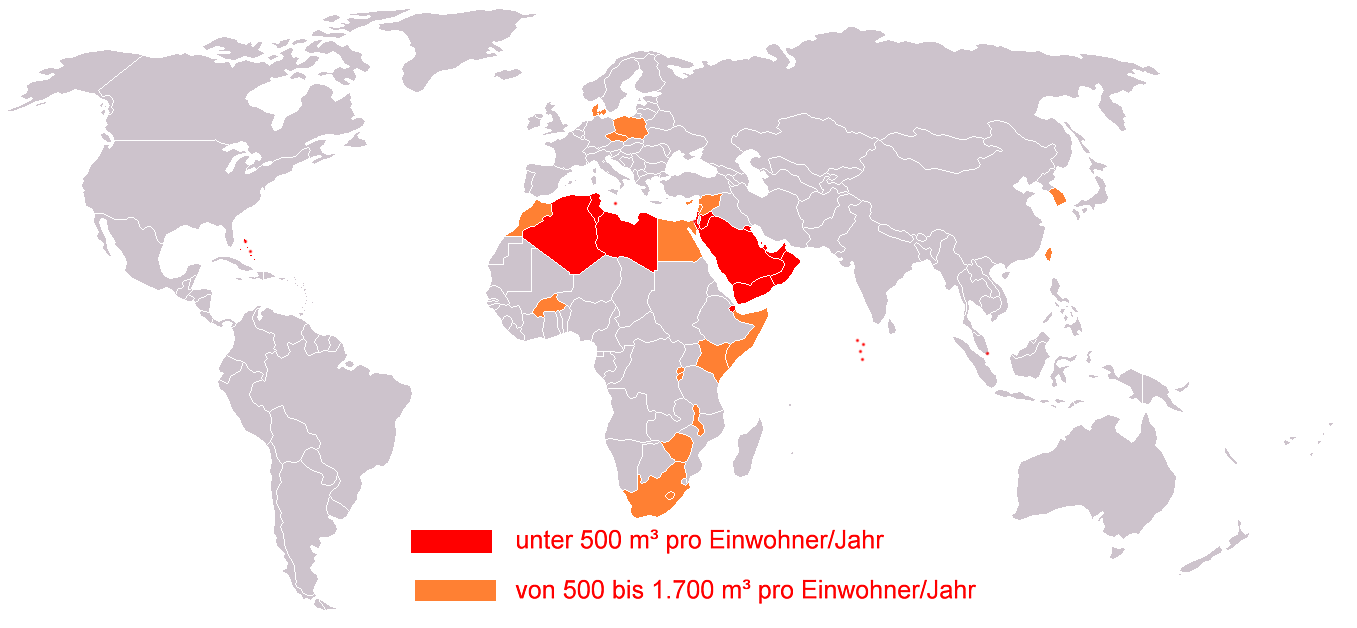
در دسترس بودن آب جهان

سیاست منابع آب که گاهی مدیریت منابع آب یا مدیریت آب نامیده می‌شود، شامل فرآیندهای سیاست‌گذاری و قوانینی است که بر جمع‌آوری، آماده‌سازی، بهره‌برداری، دفع و حفاظت از منابع آب تأثیر می‌گذارد. آب برای همه شکل‌های زندگی و همچنین صنایعی که انسان‌ها به آن متکی هستند، مانند توسعه فناوری و کشاورزی، ضروری است. این نیاز جهانی برای دسترسی به آب پاک، سیاست منابع آب را برای تعیین ابزار تأمین و حفاظت از منابع آب ضروری می‌کند. سیاست منابع آب، بستگی به منطقه متفاوت است و به در دسترس بودن یا کمبود آب، وضعیت سیستم‌های آبی و نیازهای منطقه‌ای به آب بستگی دارد. از آنجایی که حوضه‌های آب با مرزهای ملی همسو نیستند، سیاست منابع آب نیز توسط توافق‌نامه‌های بین‌المللی تعیین می‌شود که به آن سیاست آب نیز می‌گویند. حفاظت از کیفیت آب نیز در زیر چتر سیاست منابع آب قرار می‌گیرد. قوانین حفاظت از شیمی، زیست‌شناسی و بوم‌شناسی سیستم‌های آبی با کاهش و حذف آلودگی، تنظیم استفاده از آن و بهبود کیفیت، سیاست منابع آب به‌شمار می‌رود. هنگام توسعه سیاست‌های منابع آب، بسیاری از ذینفعان مختلف، متغیرهای زیست‌محیطی و ملاحظات باید برای اطمینان از حفظ یا بهبود سلامت مردم و بوم‌سازگان‌ها در نظر گرفته شوند. در نهایت، پهنه‌بندی اقیانوس، مدیریت منابع ساحلی و زیست‌محیطی نیز با مدیریت منابع آب، مانند اجاره زمین نیروگاه بادی دریایی، در نظر گرفته می‌شود.
همان‌طور که کمبود آب با تغییرهای آب و هوایی افزایش می‌یابد، نیاز به سیاست‌های قوی منابع آب بیشتر می‌شود. برآورد می‌شود که ۵۷ درصد از جمعیت جهان تا سال ۲۰۵۰ حداقل یک ماه از سال با کمبود آب مواجه خواهند شد. کاهش و به‌روزرسانی سیاست‌های منابع آب به همکاری بین‌رشته‌ای و بین‌المللی از جمله مقامات دولتی، دانشمندان محیط زیست، جامعه‌شناسان، اقتصاددانان، مدل‌سازان آب و هوا و کنشگران نیاز دارد.